# Полосін Анатолій Федорович
Анатолій Федорович Полосін (30 серпня 1935, Ташкент, Узбецька РСР — 11 вересня 1997, Москва, Росія) — радянський футболіст, радянський і російський тренер. Майстер спорту (1978), заслужений тренер Молдавської РСР (1984), заслужений тренер Української РСР.
Грав за дубль московського «Динамо», московський ГЦОЛІФК, «Шахтар» (Караганда), «Металург» (Теміртау), «Металург» (Чимкент), «Цементник» (Семипалатинськ).
Найбільш відомий як тренер. Шість разів виводив свої команди у вищу лігу. Був головним тренером збірної Індонезії в 1987–1991 роках.
Відкрив для великого футболу Валерія Карпіна та Ігоря Добровольського.
Помер після операції на серці.